# Zhamila Bakberguenova
Zhamila Bakberguenova (en kazajo: Жамила Бақбергенова; 1 de junio de 1996) es una deportista kazaja que compite en lucha libre. Ganó cuatro medallas en el Campeonato Mundial de Lucha entre los años 2021 y 2024, en la categoría de 72 kg.

## Palmarés internacional
| Campeonato Mundial | Campeonato Mundial | Campeonato Mundial | Campeonato Mundial |
| Año                | Lugar              | Medalla            | Categoría          |
| ------------------ | ------------------ | ------------------ | ------------------ |
| 2021               | Oslo (Noruega)     | Medalla de plata   | 72 kg              |
| 2022               | Belgrado (Serbia)  | Medalla de plata   | 72 kg              |
| 2023               | Belgrado (Serbia)  | Medalla de bronce  | 72 kg              |
| 2024               | Tirana (Albania)   | Medalla de plata   | 72 kg              |